# Amores Proibidos
Amores Proibidos é uma telenovela mexicana produzida pela Televisa em conjunto com a Netflix, Telemundo e Venevisión e exibida pela Netflix desde 5 de novembro de 2020, sendo a segunda grande produção mexicana resultado da parceria entre essas empresas (desta vez com a inclusão de Venevisión). 
É protagonizada por Esmeralda Landucci, Eiza González, Pilar Pascual, Liannet Borrego, Zhang Meng, Jerimie Rodriguez, Sebastián Rulli, José Giménez Zapiola, Osvaldo Benavides e Ross Butler.